# Flughafen Halim Perdanakusuma

i8
i11
i13
Der Flughafen Halim Perdanakusuma (indonesisch Bandar Udara Internasional Halim Perdanakusuma, IATA-Code: HLP, ICAO-Code: WIHH) ist nach dem Flughafen Soekarno-Hatta der zweitwichtigste Flughafen der indonesischen Hauptstadt Jakarta. Er liegt etwa 13 km südöstlich des Stadtzentrums.

## Fluggesellschaften und Ziele
Der Flughafen dient hauptsächlich als Luftfahrt-Drehkreuz für inländische Flugziele, ist aber als internationaler Flughafen klassifiziert. Er ist die Basis für Aviastar Mandiri, Batik Air, Indonesia Air Transport, Manunggal Air Service, Nusantara Air Charter, Susi Air, Tri-MG Intra Asia Airlines und Wings Air.

## Zwischenfälle
- Am 5. Oktober 1991 geriet an einer Lockheed C-130H Hercules der indonesischen Luftstreitkräfte (Luftfahrzeugkennzeichen TNI-AU A-1324) kurz nach dem Start vom Flughafen Jakarta-Halim (Indonesien) ein Triebwerk in Brand. Offenbar ging die Kontrolle über das Flugzeug verloren, und es stürzte in ein Ausbildungszentrum 3 Kilometer südlich des Flughafens. Von den 134 Insassen kamen 133 ums Leben, alle 12 Besatzungsmitglieder und 121 Passagiere, außerdem wurden 2 Personen am Boden getötet. Dies war der drittschwerste Unfall einer Hercules, gemessen an der Anzahl der Todesopfer.[1]